# Adoretus capito
Adoretus capito är en skalbaggsart som beskrevs av Frey 1970. Adoretus capito ingår i släktet Adoretus och familjen Rutelidae. Inga underarter finns listade i Catalogue of Life.